# Enjambement
Enjambement (também conhecido como encavalgamento, ou, ainda, cavalgamento, embora a primeira forma seja preferida) é a ruptura de uma unidade sintática (uma frase, proposição ou sentença) no final de uma linha ou entre dois versos. É um contraste em comparação com o fim de frase, em que cada unidade linguística corresponde a uma única linha, a uma cesura, em que a unidade linguística termina no meio da linha. O termo é emprestado diretamente a partir do francês enjambement, que significa "encavalgamento".
O cavalgamento, no poema, propicia recursos formais, pouco utilizados pelos poetas modernos.